# گرامادا (بویانوواتس)
گرامادا (به صربی: Gramada) یک منطقهٔ مسکونی در صربستان است که در بوجانوواچ واقع شده‌است. گرامادا ۱۹ نفر جمعیت دارد.